# 김만제
김만제(金滿堤, 1934년 12월 3일 ~ 2019년 1월 31일, 경북 선산)는 경제학자 출신의 대한민국 정치인이다. 서강대학교 교수, 한국개발연구원 원장으로 재직하다가 1980년 전두환의 국가보위입법회의에 참여한 뒤 경제 관료와 정치인으로 활동했다.

## 학력
- 삼덕국민학교 졸업
- 경운중학교 졸업
- 경북고등학교 졸업
- 1958년: 덴버대학교 경제학 학사
- 1964년: 미주리대학교 경제학 박사

## 약력
- 1965년 ~ 1970년: 서강대학교 경제학 부교수
- 1971년 ~ 1982년: 한국개발연구원장
- 1975년 ~ 1980년: 금융통화위원회 위원
- 1982년 ~ 1983년: 한미은행장
- 1983년 ~ 1985년: 재무부 장관
- 1986년 ~ 1987년: 부총리 겸 경제기획원 장관
- 1989년 ~ 1991년: 고려증권 경제연구소 회장
- 1991년 ~ 1992년: 삼성생명(주) 회장
- 1993년 ~ 1993년: 고려대학교 국제대학원 석좌교수
- 1994년 ~ 1998년: 포항제철(POSCO) 회장
- 1996년 ~ 1997년: 세계철강협회장
- 2000년 ~ 2004년: 제16대 국회의원(한나라당 대구시 수성구)
- 2000년 ~ 2001년: 한나라당 정책위원회 의장
- 2004년 ~ 2012년: 낙동경제포럼 이사장
- 2007년 ~ 2011년: 대구광역시 경제고문단장

## 수상
- 1973년: 은탑산업훈장
- 1982년: 국민훈장 무궁화훈장
- 1987년: 청조근정훈장

## 역대 선거 결과
|  | 35.50% |

|  | 57.39% |

## 같이 보기
- 수성구 갑
- 대구 수성구의 국회의원
- 대한민국의 경제부총리
- 대한민국의 기획재정부 장관